# سیلیه سوبرگ
سیلیه سوبرگ (نروژی: Silje Solberg؛ زادهٔ ۱۶ ژوئن ۱۹۹۰) بازیکن هندبال زن اهل نروژ است.